# Dominik Fischnaller
Dominik Fischnaller (Bressanone, 20 febbraio 1993) è uno slittinista italiano, medaglia di bronzo olimpica nel singolo a Pechino 2022.
È fratello minore di Hans Peter e cugino di Kevin Fischnaller, entrambi slittinisti di livello internazionale.

## Biografia
Originario di Maranza (frazione del comune di Rio di Pusteria, in provincia di Bolzano), ha iniziato a gareggiare per la nazionale italiana nelle varie categorie giovanili, ottenendo una vittoria nella classifica finale della Coppa del Mondo giovani e sette medaglie ai campionati mondiali juniores tra cui due ori ottenuti nel singolo e nella gara a squadre a Park City 2013.

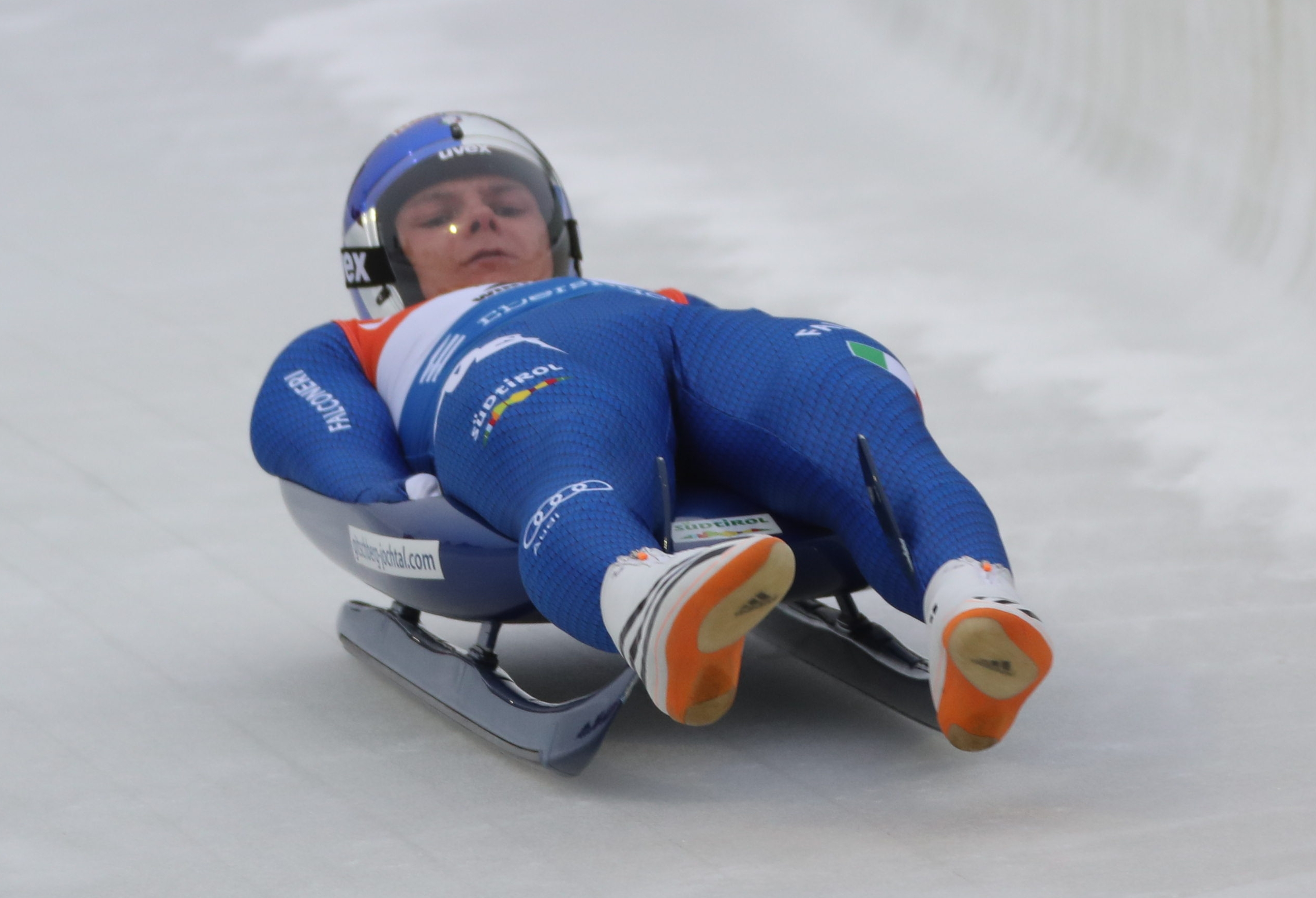
Fischnaller in gara a Winterberg nel 2017

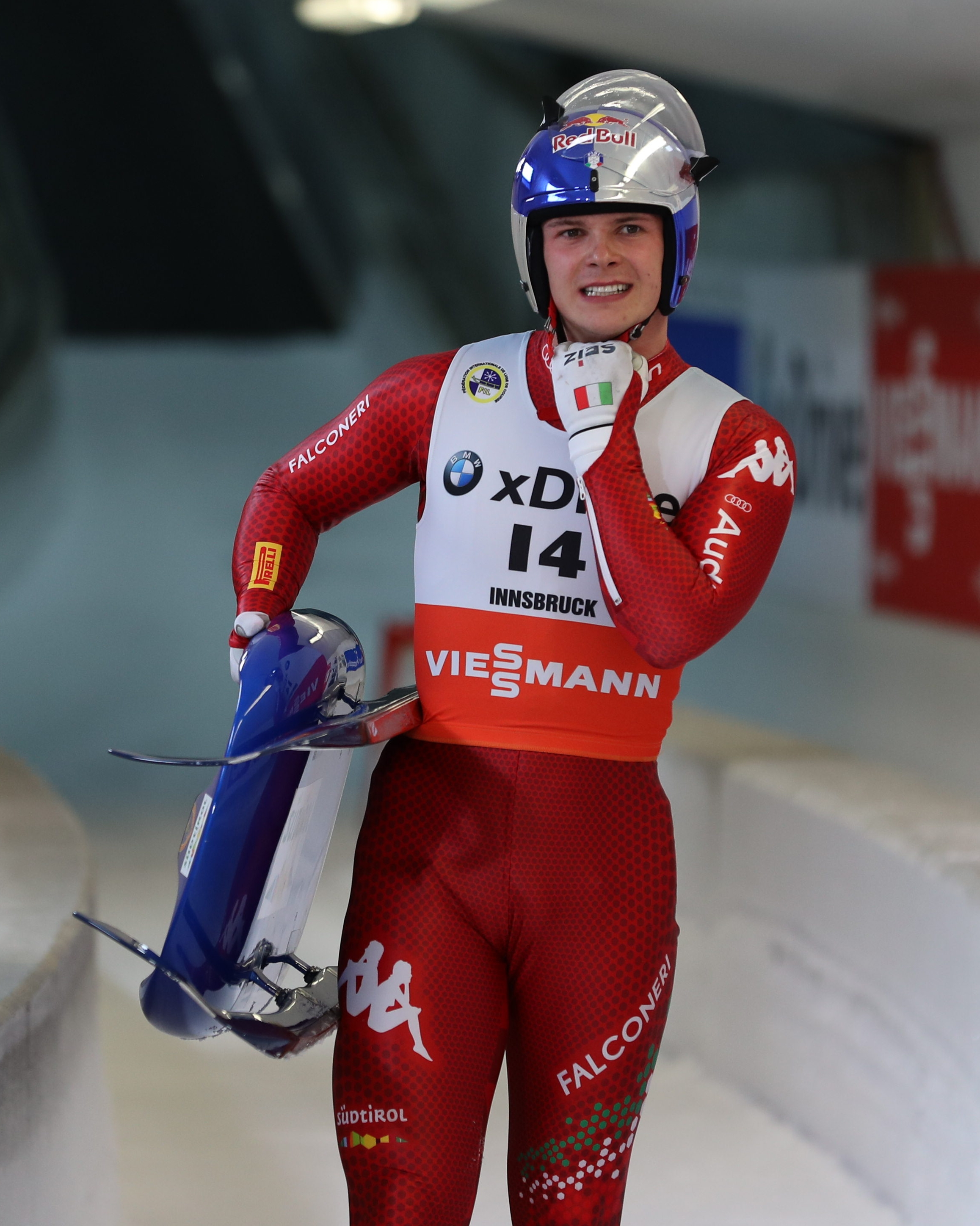
Fischnaller a Innsbruck nel 2018

A livello assoluto ha esordito in Coppa del Mondo nella stagione 2010/11, ha conquistato il primo podio, nonché la prima vittoria, il 6 gennaio 2012 nella gara a squadre a Schönau am Königssee, mentre nel singolo ha ottenuto il suo primo successo il 17 novembre 2013 a Lillehammer mentre la sua prima vittoria nello sprint singolo è arrivata il 17 dicembre 2016 a Park City. In classifica generale giunge al secondo posto nel singolo nel 2019/20, dopo un avvincente duello con il russo Roman Repilov, che ha visto prevalere quest'ultimo soltanto all'ultima gara. Il 26 febbraio 2023, invece, si aggiudica la classifica generale per la prima volta in carriera, riportando la Coppa del Mondo in Italia dodici anni dopo Armin Zöggeler. Nella stessa stagione conquista anche la Coppa del Mondo di specialità nel singolo sprint.
Ha partecipato a tre edizioni dei Giochi olimpici invernali: a Soči 2014 ha raggiunto la sesta posizione nella prova individuale, a Pyeongchang 2018 ha terminato al quarto posto nel singolo - a soli 2 millesimi di secondo dal terzo gradino del podio - ed al quinto nella gara a squadre, a Pechino 2022 ha conquistato la medaglia di bronzo nel singolo.
Ha altresì preso parte a otto edizioni dei campionati mondiali conquistando un totale di tre medaglie di bronzo. Nel dettaglio i suoi risultati nelle prove iridate sono stati, nel singolo: undicesimo ad Altenberg 2012, sedicesimo a Whistler 2013, tredicesimo a Sigulda 2015, quindicesimo a Schönau am Königssee 2016, medaglia di bronzo a Innsbruck 2017, settimo a Winterberg 2019, decimo a Soči 2020 e gara non conclusa a Schönau am Königssee 2021; nel singolo sprint: medaglia di bronzo a Innsbruck 2017 e medaglia di bronzo a Soči 2020 e quinto a Schönau am Königssee 2021; nelle prove a squadre: sesto a Whistler 2013, quarto a Sigulda 2015, settimo a Schönau am Königssee 2016, quarto a Innsbruck 2017, quarto a Soči 2020 e quinto a Schönau am Königssee 2021. Ha anche conquistato tre medaglie individuali nella speciale classifica riservata agli under 23, di cui una d'oro vinta a Whistler 2013 e due di bronzo colte ad Altenberg 2012 e a Sigulda 2015.
Nelle rassegne continentali vanta in totale cinque medaglie, tra cui due d'oro (una nel singolo a Lillehammer 2020 e l'altra nella gara a squadre a Oberhof 2019); completano il suo palmarès continentale un ulteriore argento e due bronzi.

## Palmarès

### Olimpiadi
- 1 medaglia:
  - 1 bronzo (singolo a Pechino 2022).

### Mondiali
- 3 medaglie:
  - 3 bronzi (singolo, singolo sprint ad Innsbruck 2017; singolo sprint a Soči 2020).

### Europei
- 8 medaglie:
  - 2 ori (gara a squadre ad Oberhof 2019; singolo a Lillehammer 2020);
  - 1 argento (gara a squadre a Lillehammer 2020).
  - 5 bronzi (singolo a Sigulda 2014; singolo a Sigulda 2021; gara a squadre a Sigulda 2023; gara a squadre ad Innsbruck 2024; gara a squadre a Winterberg 2025).

### Mondiali under 23
- 3 medaglie:
  - 1 oro (singolo a Whistler 2013);
  - 2 bronzi (singolo ad Altenberg 2012; singolo a Sigulda 2015).

### Mondiali juniores
- 7 medaglie:
  - 2 ori (singolo, gara a squadre a Park City 2013);
  - 3 argenti (gara a squadre ad Innsbruck 2010; gara a squadre ad Oberhof 2011; singolo a Schönau am Königssee 2012);
  - 2 bronzi (singolo ad Oberhof 2011; gara a squadre a Schönau am Königssee 2012).

### Coppa del Mondo
- Vincitore della Coppa del Mondo nel singolo nel 2022/23;
- Vincitore della Coppa del Mondo di specialità nel singolo sprint nel 2022/23.
- 64 podi (36 nel singolo, 10 nel singolo sprint, 18 nelle gare a squadre):
  - 14 vittorie (6 nel singolo, 3 nel singolo sprint, 5 nelle gare a squadre);
  - 15 secondi posti (8 nel singolo, 3 nel singolo sprint, 4 nelle gare a squadre);
  - 35 terzi posti (22 nel singolo, 4 nel singolo sprint, 9 nelle gare a squadre).

#### Coppa del Mondo - vittorie
| Data             | Luogo                | Paese         | Disciplina                                                                |
| ---------------- | -------------------- | ------------- | ------------------------------------------------------------------------- |
| 6 gennaio 2012   | Schönau am Königssee | Germania      | Gara a squadre con Sandra Gasparini, Christian Oberstolz e Patrick Gruber |
| 17 novembre 2013 | Lillehammer          | Norvegia      | Singolo                                                                   |
| 1º dicembre 2013 | Winterberg           | Germania      | Gara a squadre con Sandra Gasparini, Christian Oberstolz e Patrick Gruber |
| 29 novembre 2015 | Innsbruck            | Austria       | Singolo                                                                   |
| 17 dicembre 2016 | Park City            | Stati Uniti   | Singolo sprint                                                            |
| 19 febbraio 2017 | Pyeongchang          | Corea del Sud | Singolo                                                                   |
| 7 gennaio 2018   | Schönau am Königssee | Germania      | Gara a squadre con Andrea Vötter, Ivan Nagler e Fabian Malleier           |
| 21 gennaio 2018  | Lillehammer          | Norvegia      | Singolo                                                                   |
| 10 febbraio 2019 | Oberhof              | Germania      | Gara a squadre con Andrea Vötter, Ivan Nagler e Fabian Malleier           |
| 24 novembre 2019 | Innsbruck            | Austria       | Gara a squadre con Andrea Vötter, Ivan Nagler e Fabian Malleier           |
| 19 gennaio 2020  | Lillehammer          | Norvegia      | Singolo                                                                   |
| 5 dicembre 2021  | Soči                 | Russia        | Singolo sprint                                                            |
| 17 dicembre 2022 | Park City            | Stati Uniti   | Singolo                                                                   |
| 17 dicembre 2022 | Park City            | Stati Uniti   | Singolo sprint                                                            |

### Coppa del Mondo juniores
- Miglior piazzamento in classifica generale nel singolo: 10° nel 2010/11.

### Coppa del Mondo giovani
- Vincitore della Coppa del Mondo giovani nella specialità del singolo nel 2009/10.